# بطولة العالم لسباق الدراجات على الطريق 1924
بطولة العالم لسباق الدراجات على الطريق 1924 هي الدورة ال4 من بطولة العالم لسباق الدراجات على الطريق، أجريت في باريس، فرنسا.